# Districte de Rambouillet
El Districte de Rambouillet és un dels quatre districtes amb què es divideix el departament francès d'Yvelines, a la regió d'Illa de França. Té 5 cantons i 83 municipis i el cap del districte és la sostprefectura de Rambouillet.

## Composició

### Cantons
- Aubergenville (en part)
- Maurepas (en part)
- Plaisir (en part)
- Rambouillet
- Trappes (en part)

### Municipis
Els municipis del districte de Rambouillet, i el seu codi INSEE, son:
1. Ablis (78003)
2. Allainville (78009)
3. Auffargis (78030)
4. Auteuil (78034)
5. Autouillet (78036)
6. Bazoches-sur-Guyonne (78050)
7. Béhoust (78053)
8. Beynes (78062)
9. Boinville-le-Gaillard (78071)
10. La Boissière-École (78077)
11. Boissy-sans-Avoir (78084)
12. Bonnelles (78087)
13. Les Bréviaires (78108)
14. Bullion (78120)
15. La Celle-les-Bordes (78125)
16. Cernay-la-Ville (78128)
17. Chevreuse (78160)
18. Choisel (78162)
19. Clairefontaine-en-Yvelines (78164)
20. Coignières (78168)
21. Dampierre-en-Yvelines (78193)
22. Élancourt (78208)
23. Émancé (78209)
24. Les Essarts-le-Roi (78220)
25. Flexanville (78236)
26. Galluis (78262)
27. Gambais (78263)
28. Gambaiseuil (78264)
29. Garancières (78265)
30. Gazeran (78269)
31. Goupillières (78278)
32. Grosrouvre (78289)
33. Hermeray (78307)
34. Jouars-Pontchartrain (78321)
35. Lévis-Saint-Nom (78334)
36. Longvilliers (78349)
37. Magny-les-Hameaux (78356)
38. Marcq (78364)
39. Mareil-le-Guyon (78366)
40. Maurepas (78383)
41. Méré (78389)
42. Le Mesnil-Saint-Denis (78397)
43. Les Mesnuls (78398)
44. Millemont (78404)
45. Milon-la-Chapelle (78406)
46. Mittainville (78407)
47. Montfort-l'Amaury (78420)
48. Neauphle-le-Château (78442)
49. Neauphle-le-Vieux (78443)
50. Orcemont (78464)
51. Orphin (78470)
52. Orsonville (78472)
53. Paray-Douaville (78478)
54. Le Perray-en-Yvelines (78486)
55. Poigny-la-Forêt (78497)
56. Ponthévrard (78499)
57. Prunay-en-Yvelines (78506)
58. La Queue-les-Yvelines (78513)
59. Raizeux (78516)
60. Rambouillet (78517)
61. Rochefort-en-Yvelines (78522)
62. Saint-Arnoult-en-Yvelines (78537)
63. Sainte-Mesme (78569)
64. Saint-Forget (78548)
65. Saint-Germain-de-la-Grange (78550)
66. Saint-Hilarion (78557)
67. Saint-Lambert (78561)
68. Saint-Léger-en-Yvelines (78562)
69. Saint-Martin-de-Bréthencourt (78564)
70. Saint-Rémy-lès-Chevreuse (78575)
71. Saint-Rémy-l'Honoré (78576)
72. Saulx-Marchais (78588)
73. Senlisse (78590)
74. Sonchamp (78601)
75. Thiverval-Grignon (78615)
76. Thoiry (78616)
77. Le Tremblay-sur-Mauldre (78623)
78. La Verrière (78644)
79. Vicq (78653)
80. Vieille-Église-en-Yvelines (78655)
81. Villiers-le-Mahieu (78681)
82. Villiers-Saint-Frédéric (78683)
83. Voisins-le-Bretonneux (78688)